# Nguyễn Phong
Nguyễn Phong (1561-1643) là đại thần nhà Mạc và nhà Lê trung hưng trong lịch sử Việt Nam.

## Sự nghiệp
Nguyễn Phong người làng Kiệt Đặc, huyện Chí Linh, tỉnh Hải Dương. Từ nhỏ ông đã có tư chất thông minh, 7 tuổi đã biết làm văn. Cha ông thử tài bảo làm văn tế thần Hậu Thổ ở gò Kim Đôi, ông làm được.
Năm 1574 đời Mạc Mậu Hợp, ông mới 14 tuổi, đi thi Hương 1 lần đỗ ngay, cùng khoa với cha ông. Khi vào dự yến tiệc ông chỉ đứng chứ không ngồi. Khi quan trường hỏi vì sao không ngồi, ông đáp rằng vì tên mình đứng trên tên cha nên không dám ngồi.
Năm 1586 niên hiệu Thuần Phúc, ông đỗ tiến sĩ, rồi làm chức Tả thị lang bộ Lại, tước Phúc Trì bá.
Nhưng không lâu sau nhà Mạc mất ngôi (1592). Ông bèn về ở ẩn tại núi Huyền Đinh. Nhà Lê trung hưng giành quyền kiểm soát cả nước, ra lệnh triệu tập nhiều lần, ông mới bất đắc dĩ ra làm quan. Ông làm tới chức Thượng thư, Tuyền quận công. Sau đó ông lấy cớ tuổi già sức yếu và xin nghỉ hưu.
Khi về nhà, ông đào một cái hồ, ở giữa đắp một hòn đảo trồng nhiều cây cỏ, dựng một cái am để thưởng ngoạn. Sử sách còn chép lại bài thơ Ngụ hứng của ông làm trong thời gian này. Ông vui chơi, ngâm vịnh trong những năm tuổi già, tới khi 83 tuổi (1643) thì qua đời.